# Девдариани, Гайоз Соломонович
Гайоз Соломо́нович Девдариа́ни (груз. გაიოზ სოლომონის ძე დევდარიანი, 2 октября 1901—1938) — грузинский интеллектуал и революционер, советский политический деятель.
В сентябре 1930 г. был назначен наркомом просвещения Грузии.